# 奥斯定·瓦利尼
奥斯定·瓦利尼（義大利語：Agostino Vallini；1940年4月17日—）是意大利籍天主教司鐸級樞機。現為羅馬教區榮休代理主教。

## 生平
瓦利尼于1940年4月17日在意大利羅馬省波利出生，但在他童年是那不勒斯疲過。他曾在那不勒斯總俢院就讀，並在羅馬宗座拉特朗大學獲得教會法博士學位。于1964年7月19日在那不勒斯總教區晉鐸。1971年至1978年間，他曾在羅馬宗座拉特朗大學任教教會法。還意大利天主教大學聯合會為擔任顧問。
1989年5月13日晋牧，並被時任教宗若望·保祿二世任命為那不勒斯教區輔理主教，領托爾提布魯姆領銜教區主教銜。1999年11月13日起擔任阿爾巴諾羅馬城郊教區正權主教。2004年5月27日改為出任梵蒂冈最高法院院长。
2006年3月24日，被時任教宗本笃十六世册封为執事級樞機。2008年6月27日嘉祿·魯伊尼樞機榮休，並由瓦利尼接替出任羅馬教區代理主教及拉特朗圣若望大殿总铎。
2009年2月24日，再被教宗本笃十六世册封为司鐸級樞機。他曾參與2013年教宗選舉秘密會議，當時選出的是教宗方濟各。

## 牧徽

奥斯定·瓦利尼枢机牧徽